# 1875 au Manitoba
Chronologie du Manitoba
- 1871
- 1872
- 1873
- 1874
- 1875
- 1876
- 1877
- 1878
- 1879

Cette page concerne des événements qui se sont produits durant l'année 1875 dans la province canadienne du Manitoba.

## Politique
- Premier ministre : Robert Atkinson Davis
- Lieutenant-gouverneur : Alexander Morris
- Législature : 2e législature (en)

## Événements
- Louis Riel est accordé par l'amnistie à condition qu'il soit banni pour cinq ans.
- 31 mars : 
  - le libéral Andrew Bannatyne remporte sans opposition l'élection partielle de Provencher à la suite de la démission de Louis Riel le 25 février dernier.
  - ouverture de la première session de la deuxième législature du Manitoba (en).
- Avril : John Sutherland (en) remporte la première élection partielle provinciale de Kildonan.
- 14 mai : à peine un mois d'ouverture, la session est prolongée.

## Décès
- 14 décembre : Marie-Anne Gaboury, grand-mère de Louis Riel et première femme de descendance européenne à voyager et à coloniser ce qui est maintenant l'ouest canadien.